# 牺盟会太原市委旧址
牺盟会太原市委旧址，位于山西省太原市杏花岭区杏花岭街道精营东边街社区精营东边街17号。

## 保护
2011年12月31日，牺盟会太原市委旧址公布为第三批太原市文物保护单位。